# اس‌اس شیلدهال
اس‌اس شیلدهال (به انگلیسی: SS Shieldhall) یک کشتی است که طول آن ۸۲ متر (۲۶۹ فوت ۰ اینچ) می‌باشد. این کشتی در سال ۱۹۵۴ ساخته شد.